# Silene elisabethae
Silene elisabethae är en nejlikväxtart som beskrevs av Georg Jan. 
Silene elisabethae ingår i släktet glimmar och familjen nejlikväxter. Inga underarter finns listade i Catalogue of Life.

## Bildgalleri

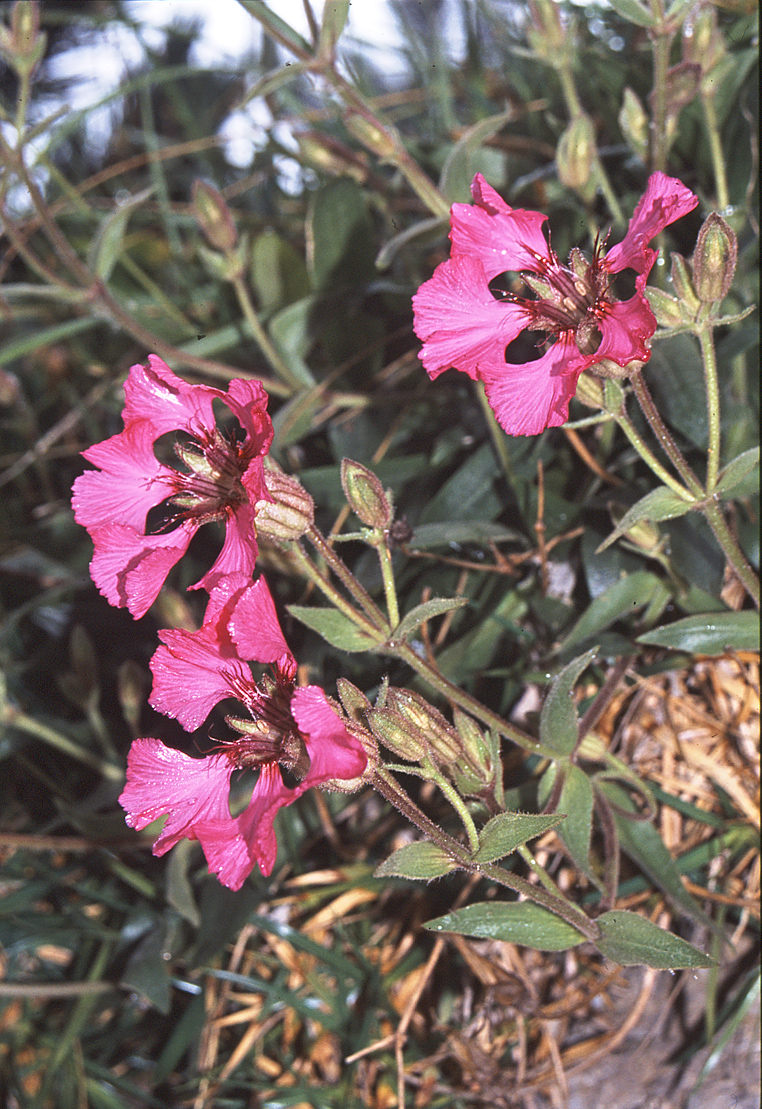